# 카우리 아우르드나손
카리 아르나손(아이슬란드어: Kári Árnason, 1982년 10월 13일 ~ )은 아이슬란드의 전 축구 선수이다. 2021년을 끝으로 은퇴를 선언했다.

## 수상
유르고르덴
- 알스벤스칸: 2005
- 스벤스카 쿠펜: 2005

로더럼 유나이티드
- 풋볼 리그 2 준우승: 2012–13
- 풋볼 리그 1 플레이오프 승자: 2013-14

말뫼 FF
- 알스벤스칸: 2016